# Neutrinová observatoř IceCube
Neutrinová observatoř IceCube je neutrinová observatoř vybudovaná na polární stanici Amundsen–Scott, ležící na jižním pólu v Antarktidě, v rámci oboru neutrinové astronomie. Její tisíce senzorů jsou umístěny pod antarktickým ledem a rozmístěny v oblasti jednoho kilometru krychlového.

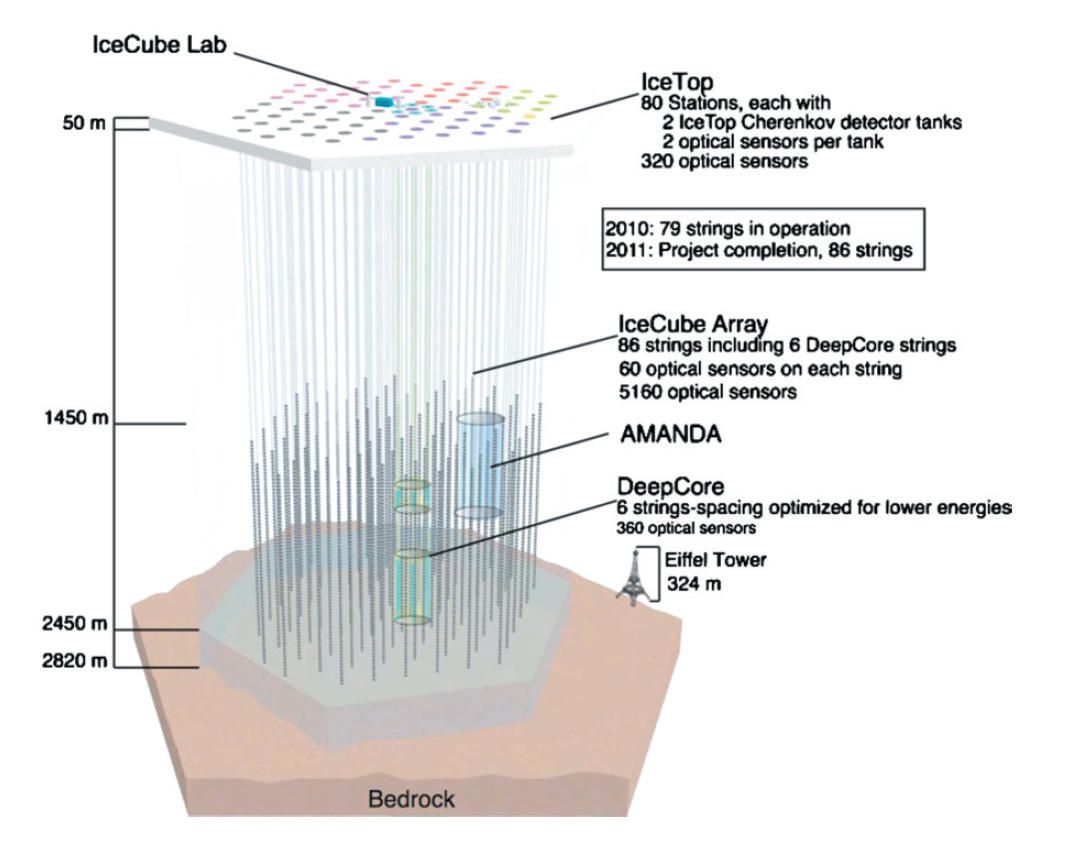
Schéma detektorového pole

IceCube (ledová krychle či kostka, ve skutečnosti hranol) se skládá ze sférických optických senzorů, z nichž každý je vybaven fotonásobičem a jednodeskovým počítačem pro sběr dat, který posílá digitální data do akviziční stanice na povrchu nad soustavou. Výstavba IceCube byla dokončena 18. prosince 2010.
Digitální optické moduly jsou rozmístěny na řetězcích po 60 modulech v hloubce 1 450 až 2 450 metrů do otvorů roztavených v ledu pomocí horkovodního vrtáku. IceCube je navržen tak, aby hledal bodové zdroje vysokoenergetických neutrin v oblasti teraelektronvoltů (TeV) a zkoumal tak astrofyzikální procesy.